# Renässansens fester

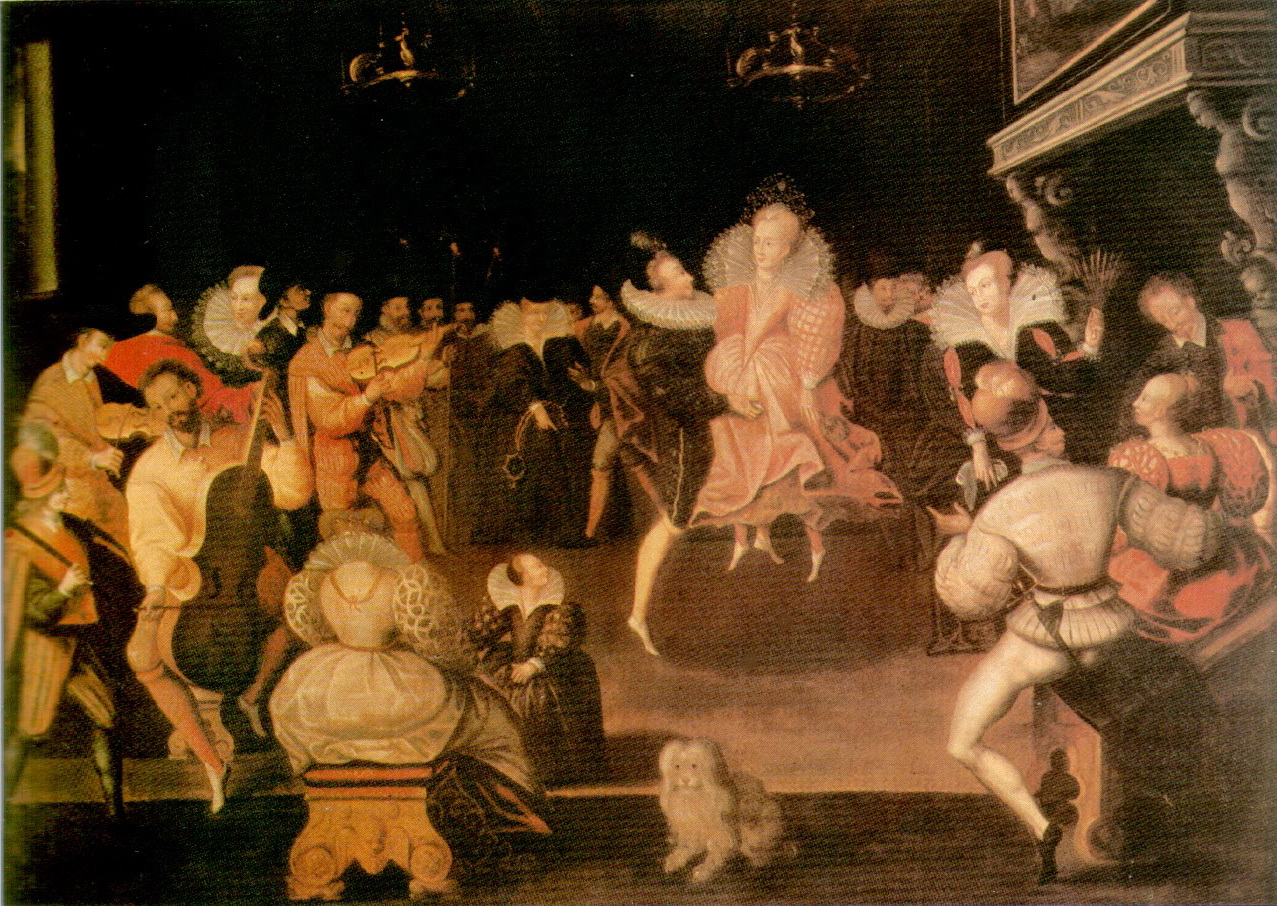
Här är en bild som föreställer Elisabet I som dansar glatt tillsammans med sin danspartner.

Under renässansen förstärktes furstarnas makt. Den ökade rikedom de då kunde bygga upp användes till del till att låta praktfull kultur och ett rikt hovliv präglat av festligheter spegla furstens upphöjda ställning. Renässansens fester kom därmed att spela en viktig politisk såväl som kulturell roll.

## Renässansens hovkultur
Renässansens hov fungerade som en sorts teater: alla etikettregler var till för att reglera hovet, och för att framhäva furstens centrala ställning.. Här skulle furstens makt och rikedom visas upp genom ett överdåd av konst, nyskapande arkitektur, dyrbart mode och praktfulla fester. Det tilltagande kungliga enväldet skulle förevisas mot en kulturell kuliss. Man ville visa att det var kungen, inte adeln, som var mäktigast i riket. Härav den visuella prakten.

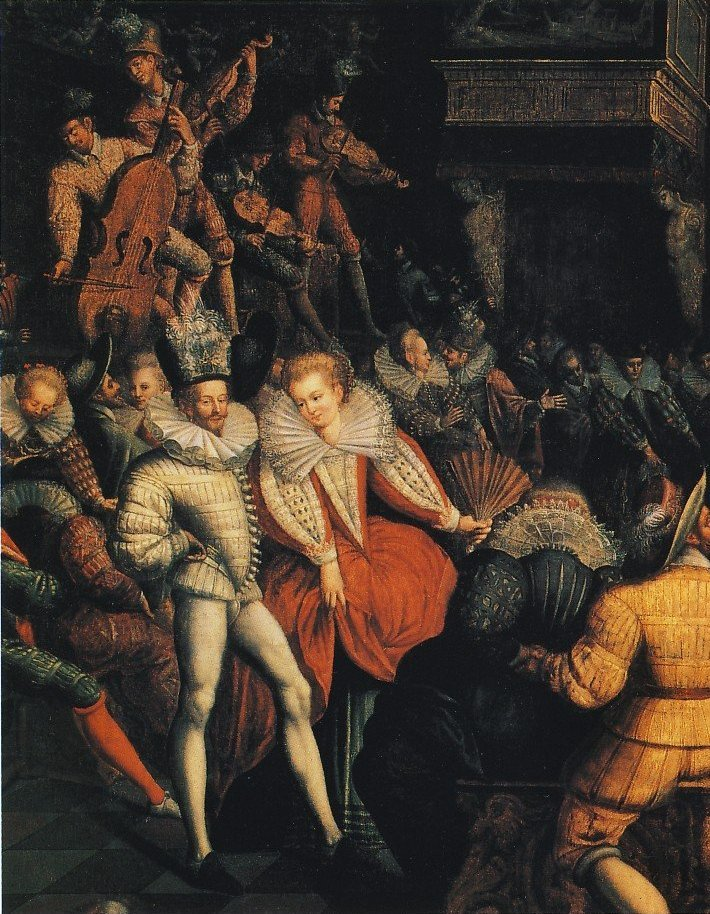
Bilden föreställer en mycket praktfull fest under renässansen.

De fester som hölls vid hovet, var viktiga tillfällen för fursten att visa upp sin makt och rikedom genom att låta festligheterna och symboliken framhäva hans centrala ställning, samtidigt som tillfälle gavs att knyta adeln till sig genom inbjudningar och genom att vid festligheterna gynna favoriter. Festerna var ofta välregisserade föreställningar där till exempel tablåer framhävde furstens framgångar eller dygder. Ceremoniella festligheter hölls vid de högtidligheter som skulle understryka furstens makt, som man såg som given av Gud. Då hade man många olika tillställningar, till exempel kröningsfester - ståtliga fester efter att en ny furste krönts, fester och ceremonier när en riddare dubbades, bröllopsfester mellan två familjer eller fester för att fira religiösa eller nationella högtider.
Sensualismen hade även börjat bli mera allmänt utbredd än tidigare, så festerna präglades av en mera lättsam inställning på kläder och umgänge.
Klasskillnaderna började också bli mindre och mindre vilket ledde till att man umgicks mer öppet, det här gjorde i sin tur att det oftare hölls allmänna fester.

## Danser
Under medeltiden var danserna under fester oftast stora kedjedanser och mycket av stegen var ren improvisation. Under renässansen började danserna dock bli mera avancerade och det fanns inte längre rum för rena improvisationer. Tydliga regler för hur olika danssteg skulle utföras började utvecklas. Speciella dansmästare, som lärt in eller utvecklat de senaste danserna, anlitades av hoven för att utbilda hovfolket om olika danser och kontrollera att allt gick rätt till på dansgolven vid de stora festerna. Dansade man fel, kunde man få hårda straff, som böter eller hamna i fängelse.
Pardans började bli populärt och det fanns många olika danser i olika tempon. Dels fanns relativt lugna danser som till exempel pavane, där paren elegant promenerar framåt och bakåt enligt ett bestämt mönster och dels fanns det livliga danser såsom galliard, där männen hoppade och sparkade och lyfte upp sina damer. 
Pardansen var ett bra sätt att bekanta sig med sin trolovade, då det skedde under kontrollerade former. Medan man dansade, kunde man avgöra om den tilltänkta maken eller hustrun var frisk och hade sin fulla rörlighet. I slutet av danserna brukade man kyssas, för att kontrollera om andedräkten var fräsch.

## Mat och dryck
Under renässansen började man använda många nya råvaror och tillsatser som länge varit bortglömda under medeltiden, som till exempel tryffel och champinjoner. Köttet skar man upp i små portionsbitar som lätt kunde hanteras med kniv och gaffel. Pasta, patéer och redda såser blev populärt (såserna innehöll alltså numera redning). Det nya tillskottet av sockerrör skapade även ett helt nytt yrke, sockerbagarens.
Maten som serverades vid hoven var ofta mycket vällagad, god och såklart tillagad med de bästa och färskaste råvarorna. Att kunna bjuda på mat, smaksatt med exotiska kryddor, och tillverkad av dyrbara råvaror var en tydlig markering av status.
Under renässansen blev det viktigare med vett och etikett vid borden. Man gick över från medeltidens "barbariska" bordsvett till ett mer sofistikerat. Vid tidig renässans så var reglerna relativt enkla:
- Inget spottande tvärs över bordet.
- Inget doppande av kött direkt i saltskålen.
- Inget petande i tänderna med fingrar eller knivar.[10]

Det var inte förrän under det sena 1500-talet som individuella bestick och tallrikar för olika måltider introducerades. Det var oftast bara de fattiga klasserna som åt i köket. De rika och adliga åt i sina stora salar, då matsalar inte blev populära förrän under 1700-talet.
Dessa måltider anpassades efter det franska sättet att äta måltider, eftersom det franska hovidealet var ledande under renässansen.
Första rätten.
Bestod oftast av soppor och små aptitretare av olika slag. Aptitretarna var ofta dränkta i någon slags sås.
Andra rätten.
Bestod oftast av de varma maträtterna, såsom köttstekar, fågel eller fisk. Till detta serverades sallader av olika slag.
Tredje rätten.
Bestod oftast av olika slags desserter, såsom frukter och sötsaker. Uttrycket dessert använde man dock inte under renässansen för det ansågs låta vulgärt.